# Jumbo (settimanale)
Jumbo è stata una rivista settimanale a fumetti italiana; venne edita da Lotario Vecchi negli anni trenta. È stata la prima a mantenere sempre le nuvolette di dialogo, che fino ad allora nei giornali per ragazzi venivano cancellate e sostituite da didascalie esterne alle vignette.

## Storia editoriale
La serie esordì il 17 dicembre 1932 al costo di 20 centesimi di lire, edita da Lotario Vecchi. Vennero pubblicati 309 numeri suddivisi in due serie pubblicate fra il 1932 e il 1938. Fu il primo settimanale a fumetti italiano e anche il primo a pubblicare storie a puntate di produzione inglese, al posto delle già famose produzioni americane, come Topolino, Flash Gordon e Uomo mascherato.
Oltre a serie avventurose americane, come Boob McNutt, Ted Towers e Fulmine Rosso (Ace Drummond), e inglesi, come Lucio l'avanguardista, pubblica fumetti umoristici europei come The Bruin Boys di Herbert Foxwell (il cui protagonista Jumbo diede il nome alla testata) e opere di altri autori come G.W. Wakefield, Tom Browne, Luis Forton, C. Arnal, M. Cuvilliere, Tinez, Urda, Opisso, Kim, Garnica, Sabates e Moreno.
Nel settimanale non mancava un'ideologia nazionalistica di matrice fascista, dedita all'esaltazione delle virtù civili; nella prima pagina del primo numero si leggeva:
(L'editore)
Il giornale attrae ben presto il pubblico più giovane che prende d'assalto le edicole, come racconterà lo storico Giorgio Salvucci. Nel 1938 venne bloccato dalla censura fascista che non ammetteva innovazioni di alcun genere benché meno di stampo inglese, fermando l'importazione di tutti i fumetti stranieri, eccezion fatta per Topolino, che però dovrà poi cambiare nome in Tuffolino. Le storie continuarono per alcuni anni nel settimanale L'Audace sotto rigorose restrizioni, quali l'italianizzazione di tutti i personaggi e l'ambientazione di storie sempre più legate al regime fascista.
I personaggi di Jumbo erano ripresi sulla falsariga del fumetto inglese Rainbow, le storie venivano però adattate al pubblico italico, spesso elogiando il pensiero di regime corrente. Inoltre presentava la novità dei balloon con all'interno dei testi più liberi al posto delle classiche didascalie in rima. L'elefantino Jumbo, pur dando il nome all'intera rivista, non era che uno dei tanti protagonisti delle varie storie che esso conteneva.

## Elenco parziale dei contenuti
Di seguito viene riportato un elenco parziale dei personaggi e delle storie contenuti nel settimanale:
- Le avventure dell'elefantino Jumbo e dei suoi amici Cecchino (una scimmietta), Loreto (un pappagallo), Gigi (un maiale), Tigre-Tino (tigrotto), Lina Collolungo (giraffa) e Struzzo-Lino (struzzo) nel collegio della signora Rosmunda (un'orsa).
- Le avventure di Lucio l'Avanguardista, un adolescente aviere fascista inquadrato nell'Opera nazionale balilla che sorvola i cieli a bordo del suo biplano chiamato Dux, ha una fidanzata di nome Romana ed è un paladino della causa fascista oltre che "difensore del giusto", protagonista di emozionanti vicende assieme al centurione Alfredo Roveri, suo istruttore. Era in realtà il fumetto inglese Rob the Rover, modificato da un anonimo disegnatore (forse Enver Bongrani) per farlo sembrare di produzione e ambientazione italiana.
- Le vicende di Fortunio, il facchino di una stazione ferroviaria, e Peppa la somara, ovvero le serie americane Happy Hooligan e And Her Name Was Maud di Frederick Burr Opper, pubblicate negli stessi anni anche dal Corriere dei Piccoli come Fortunello e La mula Checca.
- Scuola moderna di aviazione: avventure di vari personaggi legati al mondo dell'aviazione.
- Ken - Il tamburino di Drake: Le avventure di Ken, ragazzo tamburino dell'esercito inglese nella terra dei nativi americani negli anni successivi la scoperta dell'America, facente parte del bastimento capitanato da Francesco Drake.
- Bombolo e Stinchi: ispirati al duo comico Stanlio e Ollio essendo il primo basso e corpulento, il secondo alto e magro e che insieme combinano guai come gli alter ego originali.
- Musetto nero: vicende di Gigi, un bambino bianco, e di Musetto nero, bambino di colore. Tra i due non vi è un bel rapporto; le storie iniziano sempre con Gigi che fa un dispetto a Musetto nero, e alla vendetta di quest'ultimo, che ne conclude un epilogo sempre sfavorevole ed esagerato nei confronti di Gigi.